# Marquise Goodwin
Marquise Derell Goodwin (* 19. November 1990 in Lubbock, Texas) ist ein US-amerikanischer American-Football-Spieler auf der Position des Wide Receivers und ehemaliger Olympiateilnehmer im Weitsprung. Zuletzt spielte er 2023 für die Cleveland Browns in der National Football League (NFL).
Er wurde von den Buffalo Bills in der dritten Runde des NFL Draft 2013 gewählt, für die er bis 2016 spielte. Anschließend stand er bei den San Francisco 49ers, Philadelphia Eagles und Seattle Seahawks in der NFL unter Vertrag. Zuvor spielte er College Football für die Texas Longhorns.

## College
Goodwin spielte für die University of Texas at Austin von 2009 bis 2012 College Football und war von 2010 bis 2012 im Weitsprungteam der Longhorns aktiv.

### College Football
In seiner Hochschullaufbahn startete Goodwin in 21 von 49 Spielen. Seine Gesamtstatistik im College beinhaltete 116 Receptions für 1.296 Yards, 6 Touchdowns, 44 Kickoff Returns für 985 Yards und einen Touchdown.
Eines seiner wichtigsten Scoring Plays war das im Spiel gegen die Oklahoma Sooners, das zu einem 16:13-Sieg führte.
Des Weiteren führte einer seiner Kickoff Returns für 95 Yards zu einem Touchdown, der den Sieg über die Texas A&M Aggies besiegelte.

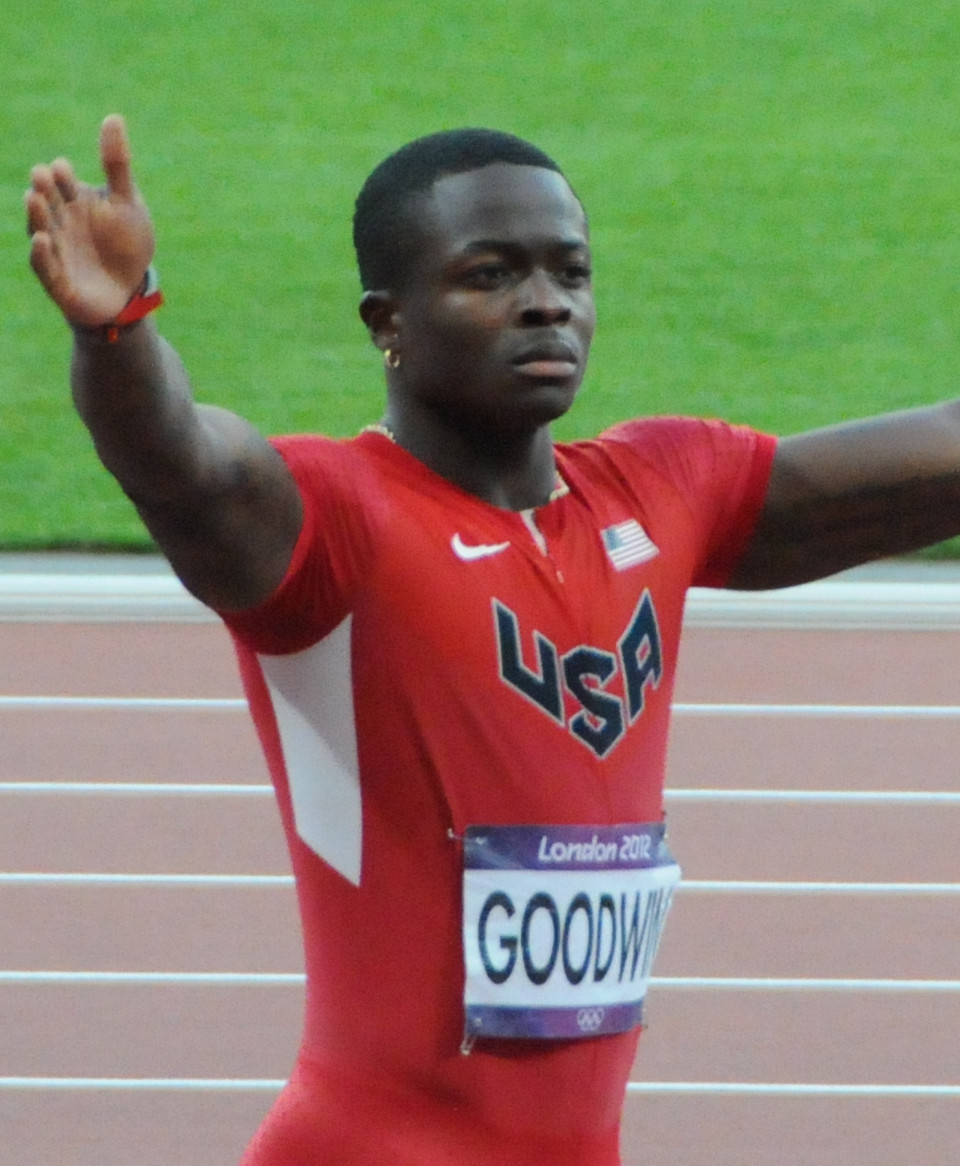
Goodwin bei den Olympischen Sommerspielen 2012

Zudem nahm Goodwin an den Olympischen Sommerspielen 2012 in London teil und belegte dort den 10. Platz im Finale der Weitspringer.

## NFL
Nachdem er der drittschnellste Spieler insgesamt auf 40 Yard im NFL Combine 2013 war, wurde er von den Buffalo Bills in der dritten Runde als 87. Spieler im NFL Draft 2013 ausgewählt.

### Buffalo Bills

#### 2013
Am 10. Mai 2013 unterschrieb Goodwin einen Vierjahresvertrag mit den Buffalo Bills.
Er fing seinen ersten Touchdown in der sechsten Woche gegen die Cincinnati Bengals. Goodwin spielte 12 Spiele in seiner ersten Saison und machte 17 Receptions für 283 Yards, außerdem gewann er 351 Yards durch 16 Kickoff Returns.

#### 2014
Durch häufige Verletzungen in der Saison 2014 fing er nur einen Pass für 42 Yards.

#### 2015
Nachdem er 5 Spiele durch einen Rippenbruch verpasst hatte, fing er 2 Pässe für 24 Yards.

#### 2016
2016 wurde seine beste Saison in Buffalo mit 29 Receptions für 431 Yards und 3 Touchdowns.

### San Francisco 49ers
Am 9. März 2017 unterschrieb Goodwin einen Zweijahresvertrag mit den San Francisco 49ers.

#### 2017
In seiner ersten Saison in San Francisco legte er mit 56 Receptions für 962 Yards neue Bestleistungen für diese Kategorien auf.

#### 2018
Aufgrund seiner guten Leistung in der vorjährigen Saison erhielt Goodwin im März 2018 eine Vertragsverlängerung, die ihn bis 2021 an die San Francisco 49ers bindet.

#### 2020
Vor der Saison 2020 gaben die 49ers Goodwin am 25. April 2020 an die Philadelphia Eagles ab und tauschten dafür Sechstrundenpicks im laufenden NFL Draft 2020, wodurch San Francisco um zwanzig Plätze nach vorne rückte. Goodwin setzte die Saison 2020 wegen der COVID-19-Pandemie in den Vereinigten Staaten aus.

#### 2021
Infolge der Tradevereinbarung zwischen San Francisco und Philadelphia kehrte er zur Saison 2021 zu den 49ers zurück, ohne für die Eagles zum Einsatz gekommen zu sein. Die Eagles erhielten dabei einen Siebtrundenpick. Goodwin wurde kurz darauf von den 49ers entlassen.

### Chicago Bears

#### 2021
Im April 2021 unterschrieb Goodwin einen Einjahresvertrag bei den Chicago Bears.

## Persönliches
Goodwin ist mit Morgan Sannette Goodwin-Snow, einer ehemaligen Hürdenläuferin verheiratet. Am 12. November 2017 starb sein neugeborener Sohn, nur Stunden vor dem Spiel gegen die New York Giants.